# Jacques Jamain
Jacques Jamain était un joueur français de tennis, né le 12 mai 1916 à Paris et mort le 27 octobre 2008, à Coutances.

## Carrière
Il participe à 15 éditions de suite du tournoi de Roland-Garros de 1934 à 1939 et de 1946 à 1954. 
Il atteint les 1/8 de finale dans le tableau à 6 tours de 1946 ; il y perd face à Yvon Petra vainqueur de Wimbledon cette année-là.
Il participe au tournoi de Wimbledon en 1936 et 1937. Il est 1/16 de finaliste en 1936.
Il participe au tournoi de Monte-Carlo, de Cannes et joue en Allemagne, en Suède, et aux Pays-Bas.
Il est entraîneur au VGA Saint Maur dans les années 1950.

## Finales en simples
- 1936 : Capri, battu par Adam Bawarowski (6-3 8-6 6-1)[5].

## Performances
Il bat Gottfried von Cramm à Capri 6-4 6-2. 